# Армстронг, Роберт Голден
Роберт Голден Армстронг мл., известный как Р. Дж. Армстронг (7 апреля 1917 — 27 июля 2012) — американский актёр и драматург, который появился в десятках вестернов в течение своей 40-летней карьеры, ветеран характерных ролей. Стал известен благодаря работе с режиссёром Сэмом Пекинпой.

## Юность
Армстронг родился в штате Алабама и воспитан на маленькой ферме близ Бирмингема. Происходил из семьи христиан-фундаменталистов, и его мать хотела, чтобы он был пастором. Армстронг первоначально поступил в колледж Говард (в настоящее время университет Семфорд в Алабаме), где стал усердно учиться, а затем переведён в Университет Северной Каролины в Чапел-Хилл. В то время там, вместе с одноклассником Энди Гриффитом начал играть на сцене. По окончании университета посещал Актёрские студии.

## Карьера
Армстронг начал карьеру на Бродвее. Получил большую известность за свою роль в пьесе «Кошка на раскалённой крыше». Кроме того, он начал писать собственные пьесы, которые были выполнены за пределами Бродвея.
Первым появлением Армстронга в кино был фильм 1954 Сад Эдема. Он снялся практически во всех телевизионных вестернах в самый горячий пик их производства — с 1950 по 1960-е годы, в том числе: Есть оружие – будут путешествия, Калифорнийцы, Jefferson Drum, Высокий человек и др.
22 ноября 1960 года играет в эпизоде «Лицензия на убийство», сериала Ларами канала NBC, Армстронг играет Сэма Ярда, бывшего охотника за головами и шерифа в Колорадо, который приезжает в город Ларами штат Вайоминг с ордером на арест Джесса Харпера, которого играет Роберт Фуллер. Джесс обвиняется в убийстве влиятельного хозяина ранчо Тонкого Шермана, которого играет Джон Смит.
Армстронг появился в сериале Сумеречная зона в эпизоде «В темноте ничего нет» вместе с Робертом Редфордом. Он появился в трех эпизодах сериала Перри Мейсон, дважды в роли ответчика. В первый раз в 1959 году он играл Гарри Брайта в фильме «Дело о раздражительном партнере», а затем в 1962 году он играл Джона Грегори в «Дело об убийстве сестры». Армстронг также появился в сериалах Альфред Хичкок представляет, Эверглейдс, «Шоу Энди Гриффита», Беглец, Дэниел Бун, Старски и Хатч, Придурки из Хаззарда и в сериале Династия. Во втором сезоне сериала Тысячелетие у Армстронга была второстепенная роль затворника провидца. В конце 1980-х годов он играл одержимого «Дядю Льюиса» в канадском сериале Пятница, 13-е.
Во время работы Армстронг познакомился с многообещающим сценаристом / режиссёром Сэмом Пекинпой. Они сразу подружились. Пекинпа почувствовал внутреннюю борьбу Армстронга в отношении религиозных верований его семьи и использовал это для создания блестящего характерного образа в своих фильмах. В фильмах Пекинпа Армстронг почти всегда будет играть немного неуравновешенных психически пастырей, у которых обычно Библия в одной руке и дробовик в другой. Такие персонажи появлялись в архаичном фильме Скачи по горам (1962), Майор Данди (1965), и, возможно, наиболее незабываемый персонаж, в Пэт Гэрретт и Билли Кид (1973).
После работы с Пекинпой Армстронг стал актёром высшего эшелона и имел право выбирать роли, появляясь в десятках фильмов за свою карьеру, играя как негодяев, так и положительных персонажей. Некоторые из его более незабываемых ролей после фильмов Пикинпа в фильме Эльдорадо (1966), Капитан Дан в Большой белой надежде (1970), преступник Клэй Миллер в Большом Нортфильде Поездка в Мениссоту (1972), хромой в Меня зовут Никто (1973), Гонки с дьяволом (1975), а также Дети кукурузы (1984), генерал Филлипс в фильме Хищник (1987). Он появился в нескольких фильмах Уоррена Битти, в том числе Небеса могут подождать (1978), Красные (1981), а также Дик Трейси (1990).

## Личная жизнь
Несмотря на то, что Армстронг играл отрицательных героев на протяжении всей своей карьеры, в жизни он был добрым и приветливым человеком. Дважды был женат, у него четверо детей. Ушёл из кино и телевидения в конце 1990-х годов, но продолжал активно участвовать в закрытых пьесах бродвейских театров в Нью-Йорке и Лос-Анджелесе, до тех пор пока, в 2005 году у него обнаружили катаракту.
Армстронг был трижды женат: его первая жена Энн Нил (англ. Ann Neale), с которой у него было четверо детей; после он был женат на Сьюзен Гутри (англ. Susan Guthrie) до 1976 года; он был женат на своей третьей жене Мэри Крэйвен (англ. Mary Craven) до самой её смерти в 2004 году. Армстронг умер от естественных причин в возрасте 95 лет 27 июля 2012 года в своем доме в Студио-Сити, Калифорния.